# Apanteles magastigma
Apanteles magastigma (лат.) — вид мелких наездников рода Apanteles из подсемейства Microgastrinae семейства бракониды (Braconidae). Обнаружены в Китае (Guangxi, Guizhou, Hainan, Henan, Shandong, Yunnan, Zhejiang).

## Описание
Мелкого размера перепончатокрылые насекомые: длина тела от 2,1 до 2,8 мм, длина переднего крыла до 3 мм. От близких видов отличается проподеумом с ареолами; яйцеклад равен по длине задним голеням; тергит T2 субтреугольный, в 3,3 раза шире своей длины; светло-коричневая птеростигма без базального светлого пятна; предпоследний членик жгутика усика почти кубический, равен своей ширине.
Основная окраска буровато-чёрная; тегулы чёрные; лапки и щупики с желтоватыми отметинами. Соотношение длины и ширины птеростигмы: 2,4. Предположительно, как и другие виды рода, паразитируют на гусеницах молевидных бабочек (Lepidoptera). Вид был впервые описан в 2020 году китайскими энтомологами Чжэнь Лю и Цзюнь-Хуа Хэ (Zhen Liu, Jun-Hua He; Laboratory of Agricultural Entomology, Institute of Insect Sciences, Чжэцзянский университет, Ханчжоу, Китай).